# Emma Mackey
Emma Margaret Marie Tachard-Mackey (Le Mans, França, 4 de janeiro de 1996) é uma atriz e modelo franco-britânica, que ficou conhecida por interpretar Maeve Wiley na série da Netflix, Sex Education e Barbie no filme Barbie (2023)

## Biografia
Mackey nasceu em Le Mans, filha de um pai francês e uma mãe britânica. Ela cresceu em Sarthe, País do Loire e recebeu seu diploma de Bacharelado Internacional da L'académie de Nantes em 2013. Ela frequentou a Universidade de Leeds, onde estudou teatro, se apresentando em produções no Workshop Theater e dirigiu toca para o grupo de teatro da universidade.

## Carreira

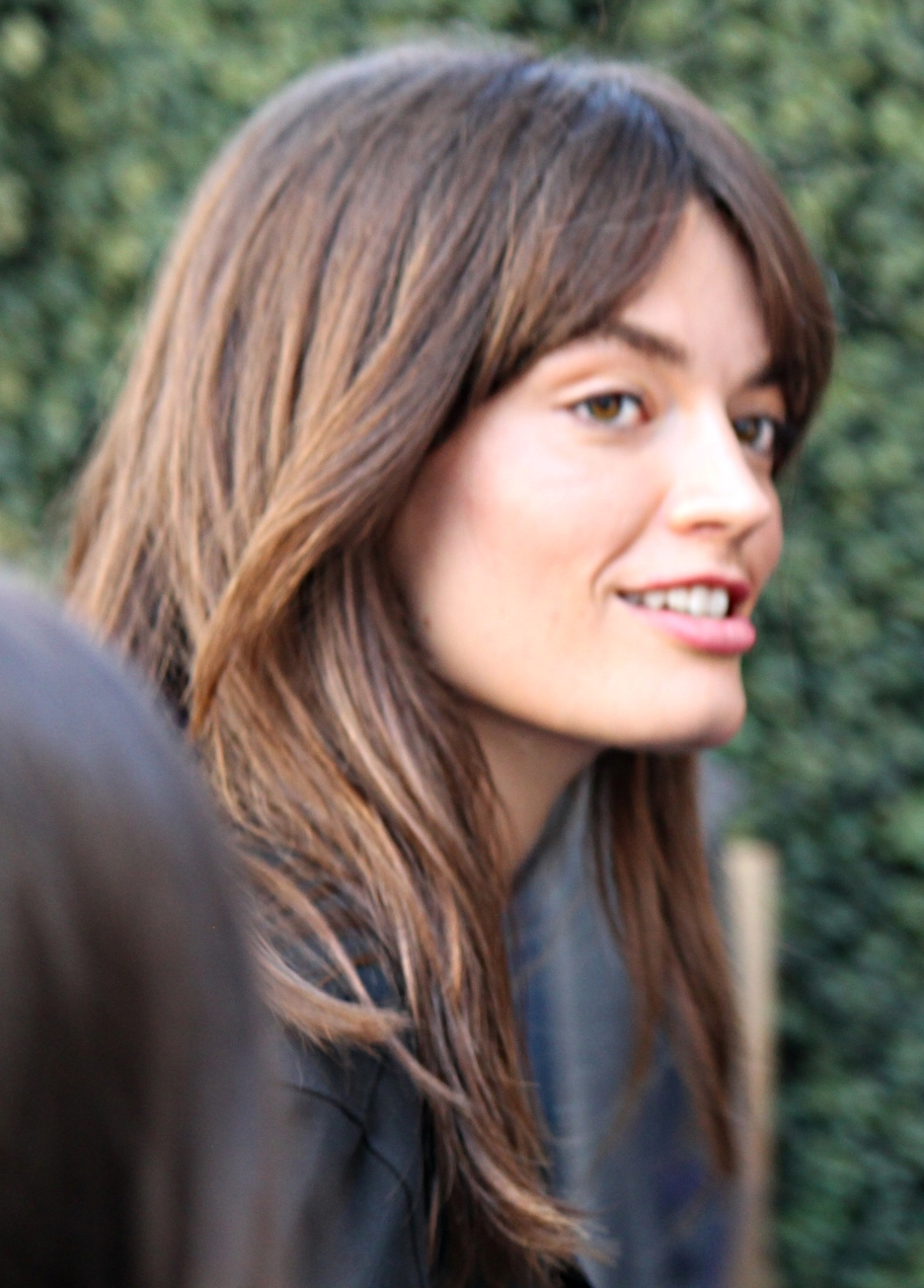
Mackey na estreia do filme Emily em 2022 no Festival Internacional de Cinema de Toronto

Mackey modelou para a linha de roupas da coleção de verão 2017 da AIDA Shoreditch. Em março de 2016, Mackey interpretou Michelle no filme de terror Badger Lane. Em junho de 2018, ela estrelou em Summit Fever, um filme de drama sobre dois jovens alpinistas ingleses que tentavam escalar o Matterhorn, o Eiger e o Monte Branco durante o verão.
Em 2019, Mackey estrela ao lado de Asa Butterfield e Gillian Anderson na série televisiva original da Netflix, Sex Education. Sua personagem em Sex Education, Maeve Wiley, é uma "garota má" perspicaz e inteligente que convence um colega a iniciar um negócio de terapia sexual clandestina em sua escola. Sex Education é a primeira grande série de televisão de Mackey. Ela recebeu uma recepção crítica positiva por seu papel de Maeve Wiley.
Em 2021, Mackey liderou o filme de drama romântico independente Eiffel, que estreou no Alliance Française French Film Festival e ganhou vários lançamentos teatrais internacionais. O site de resenhas DoItInParis afirmou que Mackey "irradia travessuras nas botas de uma burguesia provinciana rebelde e inteira, um pouco caprichosa, mas loucamente cativante".
Mackey teve seu primeiro papel principal no cinema como a romancista Emily Brontë no filme parcialmente fictício de 2022 Emily, com foco no início da vida de Brontë. Em 2023, deu vida a Barbie Física no filme de grande sucesso da Barbie.

## Filmografia

### Filmes
| Ano  | Título            | Papel                   | Notas          |
| ---- | ----------------- | ----------------------- | -------------- |
| 2019 | Tic               | Jess                    | Curta-metragem |
| 2020 | The Winter Lake   | Holly                   |                |
| 2021 | Eiffel            | Adrienne Bourgès        |                |
| 2022 | Death on the Nile | Jacqueline de Bellefort |                |
| 2022 | Emily             | Emily Brontë            |                |
| 2023 | Barbie            | Barbie Física           |                |
| 2025 | Hot Milk          | Sofia                   |                |
| 2025 | Alpha             |                         | Pós-produção   |
| 2025 | Ella McCay        | Ella McCay              | Filmando       |

### Televisão
| Ano       | Título        | Papel       | Notas            |
| --------- | ------------- | ----------- | ---------------- |
| 2016      | Badger Lane   | Michelle    | Telefilme        |
| 2018      | Summit Fever  | Isabelle    |                  |
| 2019–2023 | Sex Education | Maeve Wiley | Elenco principal |

## Prêmios e indicações
| Ano  | Prêmio                                      | Categoria                        | Indicação     | Resultado | Ref.   |
| ---- | ------------------------------------------- | -------------------------------- | ------------- | --------- | ------ |
| 2019 | Screen International                        | Estrelas do Amanhã               | Ela mesma     | Venceu    | [ 17 ] |
| 2021 | British Academy Television Award            | Melhor Atriz em Série de Comédia | Sex Education | Indicado  | [ 18 ] |
| 2023 | British Academy of Film and Television Arts | Melhor Ator ou Atriz em Ascensão | Ela Mesma     | Venceu    |        |